# 孫躍
孫躍（？—？），字龍門，号北溟，直隶遵化直隶州丰润县人。清朝官员，进士出身。

## 生平
康熙丁卯举人，康熙三十六年（1697）丁丑进士。后任江西饶州府安仁县知县，康熙四十七年戊子科江西乡试同考官，户部广东司主事、江南司员外郎，礼部精膳司郎中。诰封中宪大夫。

## 家族
- 子孙永年。
- 孙女孫氏，嫁内务府正白旗汉军、乾隆十六年（1751年）辛未科进士李士通[1]，其孙道光十三年（1833年）癸巳科进士、书画收藏家李恩慶。
- 族亲孫廷献，光绪丁丑进士。[2]